# Stadio Roberto Jannella

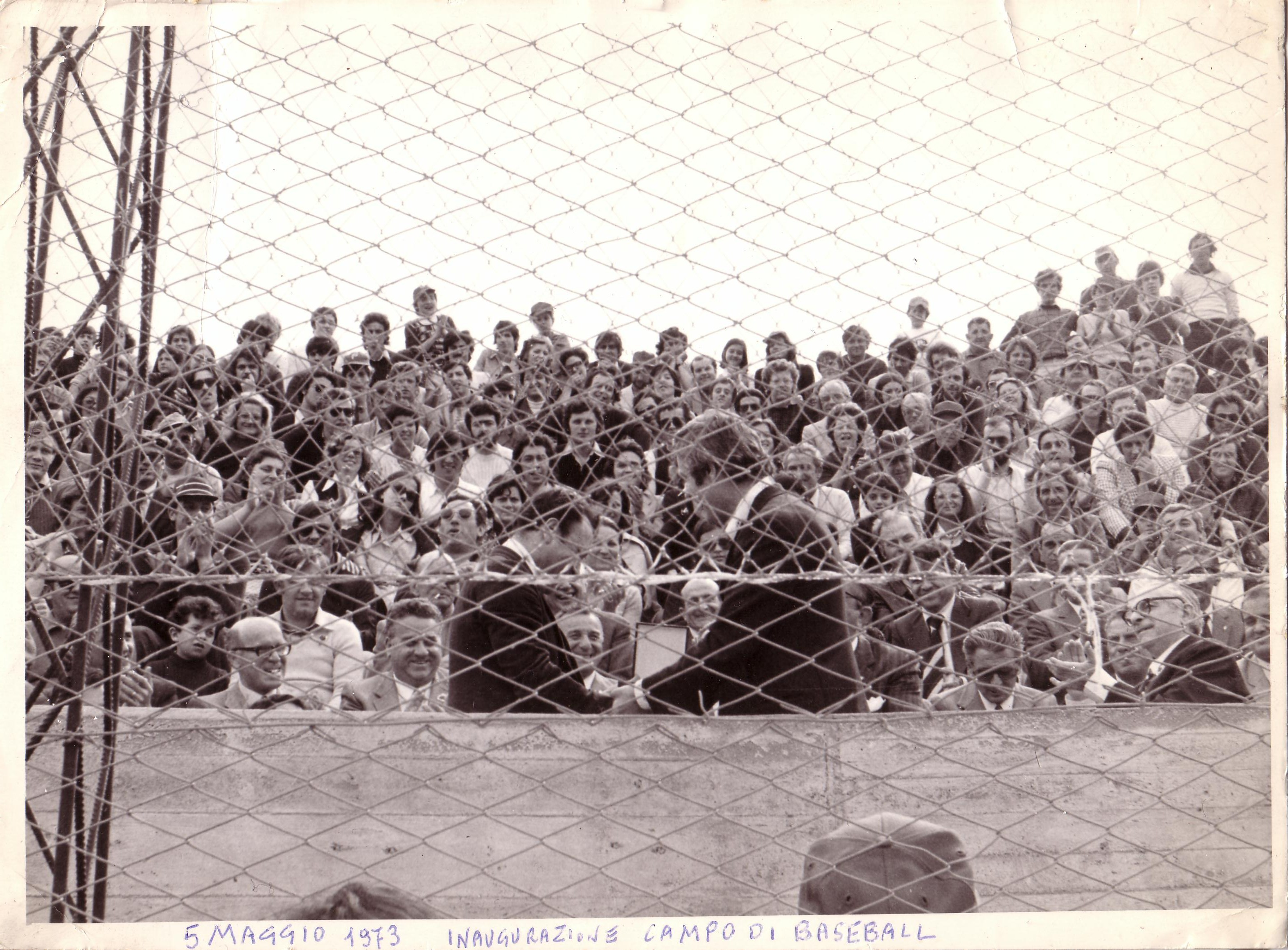
Inaugurazione dello stadio

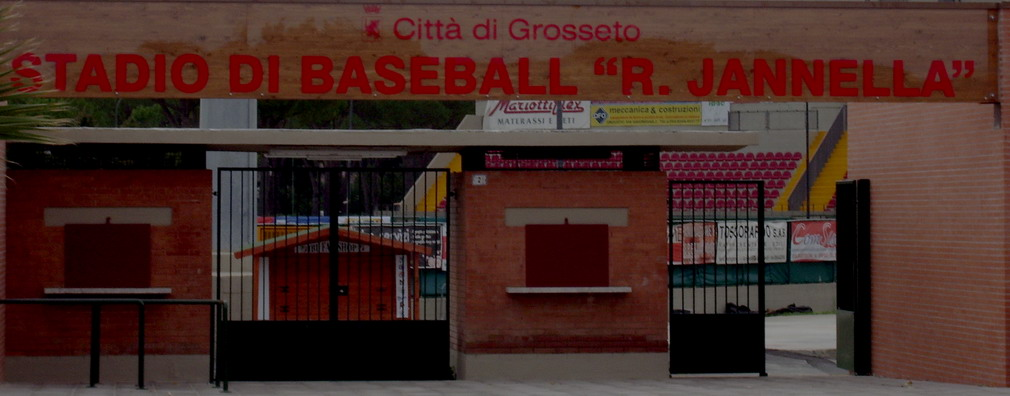
Particolare dell'ingresso allo stadio

Lo stadio Roberto Jannella è uno stadio di baseball situato a Grosseto. La sua ubicazione è nella parte sud-occidentale della città, nel quartiere Gorarella, sul lato opposto a quello del parco comunale.

## Storia
I lavori di costruzione dell'impianto sportivo si svolsero tra la fine degli anni sessanta e l'inizio degli anni settanta del secolo scorso; l'inaugurazione avvenne nel 1973, anno in cui la squadra cittadina del Bbc Grosseto iniziò a disputare le partite casalinghe di campionato in questo stadio.
Costituito da una tribuna in cemento armato di forma semicircolare situata dietro la postazione di lancio del diamante, fu ristrutturato tra il 1990 e il 1995, con l'aggiunta del piano rialzato nel settore centrale della tribuna.
Nel 2008 ulteriori lavori di ammodernamento hanno portato alla creazione del settore ospiti, diviso dalla restante tribuna per motivi di sicurezza, alla posa di sedie per rendere più comoda la visione delle partite agli spettatori, alla riqualificazione dell'area d'ingresso e della "sala stampa" nella parte centrale più alta e alla ristrutturazione del punto di ristoro. Sono allo studio alcuni progetti che prevedono la copertura dell'intera tribuna.
Nella Sala Stampa è stato allestito il "museo storico del baseball grossetano", con fotografie datate dagli anni '50 in poi e alcuni dei trofei vinti dal Bbc Grosseto in oltre 60 anni di attività.
Lo stadio ha ospitato le finali di Coppa dei Campioni di baseball nel 2006 e nel 2008 e, in entrambe le occasioni, ha visto la squadra di casa perdere la finalissima.
Il 26 settembre 2009 è stato utilizzato per ospitare l'incontro per la 3ª posizione del campionato mondiale di baseball 2009, tra Canada e Porto Rico.
Ha inoltre ospitato il Campionato Europeo 1983 e i Mondiali del 1988 e del 1998; la Coppa delle Coppe 2000, l'Europeo per Club 2006 e 2008; le Italian Baseball Week 2005 e 2007 e l'All Star Game IBL 2012.